# Mistrzostwa Afryki w rugby 7 kobiet
Mistrzostwa Afryki w rugby 7 kobiet – oficjalny międzynarodowy turniej rugby 7 o zasięgu kontynentalnym, organizowany przez Rugby Africa cyklicznie od 2006 roku mający na celu wyłonienie najlepszej żeńskiej reprezentacji narodowej w Afryce. W imprezie mogą brać udział wyłącznie reprezentacje państw, których krajowe związki rugby są oficjalnymi członkami CAR.
Inauguracyjna edycja współfinansowanego przez IRB turnieju odbyła się w Ugandzie w 2006 roku i zwyciężyły w nim zawodniczki z RPA, które powtórzyły ten sukces rok później. Trzeci raz z rzędu triumfowały w 2008 roku w turnieju, który był jednocześnie kwalifikacją do Pucharu Świata 2009. W kolejnych latach rywalizacja odbywała się w regionalnych turniejach, do ogólnokontynentalnego turnieju powrócono w 2012 roku. Służył on również jako kwalifikacja do Pucharu Świata 2013, a pod nieobecność zawodniczek z RPA, mających zapewniony automatyczny awans, triumfowały Tunezyjki. Rok później reprezentantki RPA zdominowały zawody jedyne punkty tracąc w finale, w kolejnej edycji obroniły to trofeum, w 2015 roku zwyciężając po raz trzeci z rzędu zyskując jednocześnie kwalifikację do turnieju rugby 7 na Letnich Igrzyskach Olimpijskich 2016. Decyzją South African Sports Confederation and Olympic Committee na ten turniej jednak nie pojechały, toteż afrykańskie miejsce na LIO 2016 otrzymał zespół kenijski. Dobrą passę Południowoafrykanki kontynuowały także w latach 2016 i 2017. Pod ich nieobecność w 2018 roku Kenijki zdobyły swój pierwszy tytuł mistrzowski.

## Zwycięzcy
| Edycja | Miejsce      | Zwycięzca         | Źródło |
| ------ | ------------ | ----------------- | ------ |
| 2006   | Kampala      | Południowa Afryka |        |
| 2007   | Kampala      | Południowa Afryka |        |
| 2008   | Kampala      | Południowa Afryka |        |
| 2012   | Rabat        | Tunezja           |        |
| 2013   | Tunis        | Południowa Afryka |        |
| 2014   | Machakos     | Południowa Afryka |        |
| 2015   | Kempton Park | Południowa Afryka |        |
| 2016   | Harare       | Południowa Afryka |        |
| 2017   | Jemmal       | Południowa Afryka |        |
| 2018   | Gaborone     | Kenia             |        |